# Bistum Debrecen-Nyíregyháza
Das in Ungarn gelegene Bistum Debrecen-Nyíregyháza (lateinisch Dioecesis Debrecenensis-Nyiregyhazana, ungarisch Debrecen-Nyíregyházi egyházmegye) wurde am 31. Mai 1993 aus Gebieten des Bistums Szeged-Csanád und des Erzbistums Eger, dessen Kirchenprovinz es auch angehört, begründet. Erster Bischof wurde Nándor Bosák.